# Bundesratszimmer

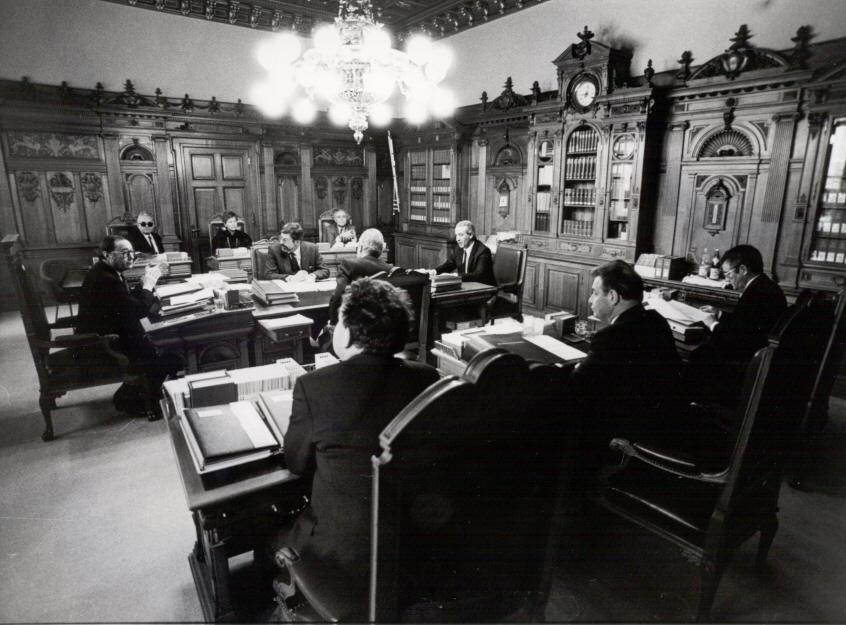
Die Bundesräte im Bundesratszimmer (1987)

Die Bundesratszimmer – auch als «Appartement des Bundesrates» bezeichnet – sind die Besprechungs- und Empfangszimmer des Schweizer Bundesrates im Bundeshaus in Bern.

## Lage
Die Bundesratszimmer befinden sich im ersten Obergeschoss des Bundeshauses West in der Bundesstadt Bern.

## Aufteilung

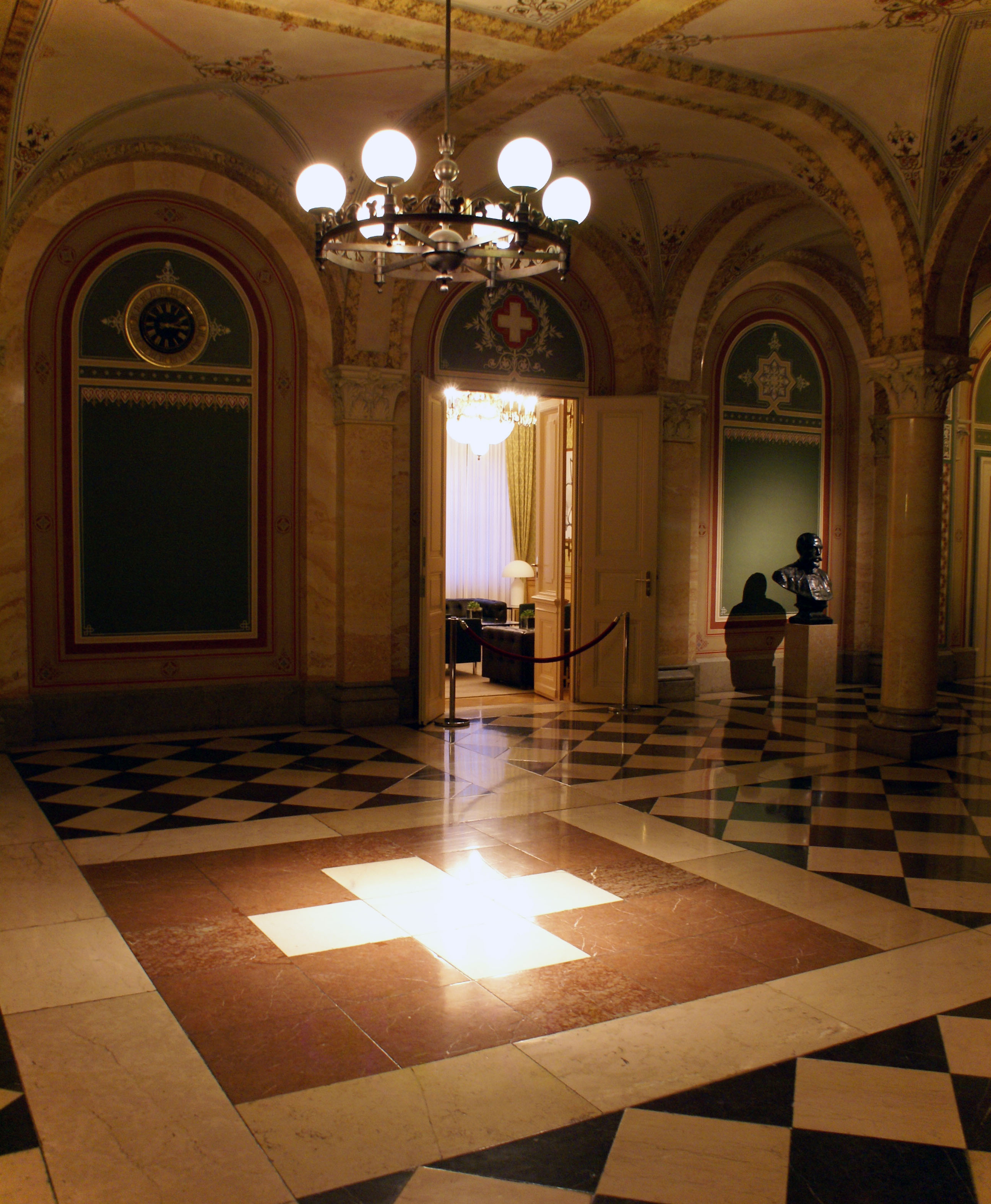
Vestibül der Bundesratszimmer

Die Bundesratszimmer bestehen aus vier Räumen:

### Bundesratssitzungszimmer
Das Bundesratssitzungszimmer (auch Chalet fédéral genannt) hat einen Neorenaissance-Stil; die Tische und Stühle stammen aus dem Ende des 19. Jahrhunderts. Die Stuckdecke sowie die Gaslampen stammen aus dem Jahr 1857. Die Gaslampe ist die älteste erhaltene in der Stadt Bern.
Sitzordnung
Vorne in der Mitte sitzt der Bundespräsident. Rechts neben ihm sitzen der Bundeskanzler und ein Vizekanzler, links neben ihm der andere Vizekanzler. An den im Halbrund angeordneten sechs Pulten sitzen die anderen Bundesräte. In der Mitte des Halbkreises sitzen der Vizepräsident und das amtsälteste Bundesratsmitglied; am Rande die amtsjüngeren Mitglieder.

### Vorzimmer
Das Vorzimmer stammt aus dem Jahr 1857 und wurde im Jahr 1930 umgebaut. Dort finden die Mittags- und Besprechungspausen der Bundesräte statt.

### «Salon de la présidence»
Der Salon de la présidence, der aus dem Jahr 1889 stammt, ist der Audienzraum des Bundesrates. Hier finden  besondere Anlässe wie Akkreditierungen sowie bilaterale Gespräche statt. Auch der Empfang der neu gewählten Bundesratsmitglieder nach einer Bundesratswahl findet jeweils hier statt.

### «Bureau de la présidence»
Dieser Raum im Rokoko-Stil ist mit Bildern von Le Corbusier geschmückt. Hier finden zum Beispiel Treffen von Mitgliedern des Bundesrates mit dem Präsidenten des Direktoriums der Schweizerischen Nationalbank oder mit dem Verwaltungsratspräsidenten der Eidgenössischen Finanzmarktaufsicht FINMA statt.

## Wissenswertes
Das Bundesratszimmer gilt als laptop- und handyfreie Zone. Im Rahmen der Berner Museumsnacht sind diese Räumlichkeiten einmal pro Jahr für die Öffentlichkeit zugänglich.